# Texas Lawmen
Texas Lawmen è un film del 1951 diretto da Lewis D. Collins.
È un western statunitense con Johnny Mack Brown, James Ellison e I. Stanford Jolley.

## Produzione
Il film, diretto da Lewis D. Collins su una sceneggiatura di Joseph F. Poland e un soggetto di Myron Healey, fu prodotto da Vincent M. Fennelly per la Frontier Pictures e girato nell'agosto 1951. Il titolo di lavorazione fu Lone Star Lawman.

## Distribuzione
Il film fu distribuito negli Stati Uniti dal 2 dicembre 1951 al cinema dalla Monogram Pictures.
Altre distribuzioni:
- in Francia (Le gang du Texas)
- nel Regno Unito nel 1951 dalla Associated British Film Distributors
- negli Stati Uniti in DVD nel 2005 dalla Comet Video

## Promozione
Le tagline sono:
- RANGER CRACKS CHAIN OF STAGECOACH HOLDUPS!
- TRIGGER GRIP TERRORIZES PANHANDLE!
- PANHANDLE PAYROLL GRAB! Killers rule the Wells Fargo trail...till Johnny's guns bark law!
- PAYROLL RUSTLERS CLAMP TRIGGER GRIP ON PANHANDLE! But a lawman's spinning guns roll the fast stage through...over a carpet of bullet lead!